# Opogona floridensis
Opogona floridensis är en fjärilsart som beskrevs av Davis 1978. Opogona floridensis ingår i släktet Opogona och familjen äkta malar. Inga underarter finns listade i Catalogue of Life.